# 代县站
代县站，位于中华人民共和国山西省忻州市代县，是京原铁路上的火车站，建于1971年，由中国铁路太原局集团管辖。

## 車站周邊
- 代县汽车客运站
- 代县泓都村镇银行
- 凯利豪大酒店
- 奇石木雕艺术馆
- 代县第五中学

## 歷史
- 建于1971年。

## 外部連結
- 中国铁路客户服务中心（页面存档备份，存于）